# Тартарија (Алба)
Тартарија (рум. Tărtăria) насеље је у Румунији у округу Алба у општини Салиштеа. Oпштина се налази на надморској висини од 242 m.

## Историја
Према државном шематизму православног клира Угарске 1846. године у месту је живело 49 православних породица. Село је парохијска филијала села Чора.

## Становништво
Према подацима из 2002. године у насељу је живело 745 становника, од којих су сви румунске националности.